# Édouard Dessommes
Édouard Dessommes (Nueva Orleans, 17 de noviembre de 1845 - Mandeville, 1908) fue un escritor estadounidense en francés.
Nacido en Nueva Orleans, a los 14 años comenzó a estudiar en un colegio de París, siguiendo la costumbre de los ricos criollos de Luisiana y huyendo de la Guerra de secesión. Estudió medicina, pero se dedicó a la literatura y más tarde impartió clases en la Universidad de Tulane, pero abatido por su fracaso como escritor, optó por una vida ermitaña en Mandeville.

## Obra
- Femme et Statue, 1869
- Jacques Morel, 1870
- Comptes Rendus, 1891